# Skalnik prozerpina
Skalnik prozerpina (Brintesia circe) – motyl dzienny z rodziny rusałkowatych.

## Wygląd
Rozpiętość skrzydeł od 60 do 68 mm, dymorfizm płciowy słabo zaznaczony.

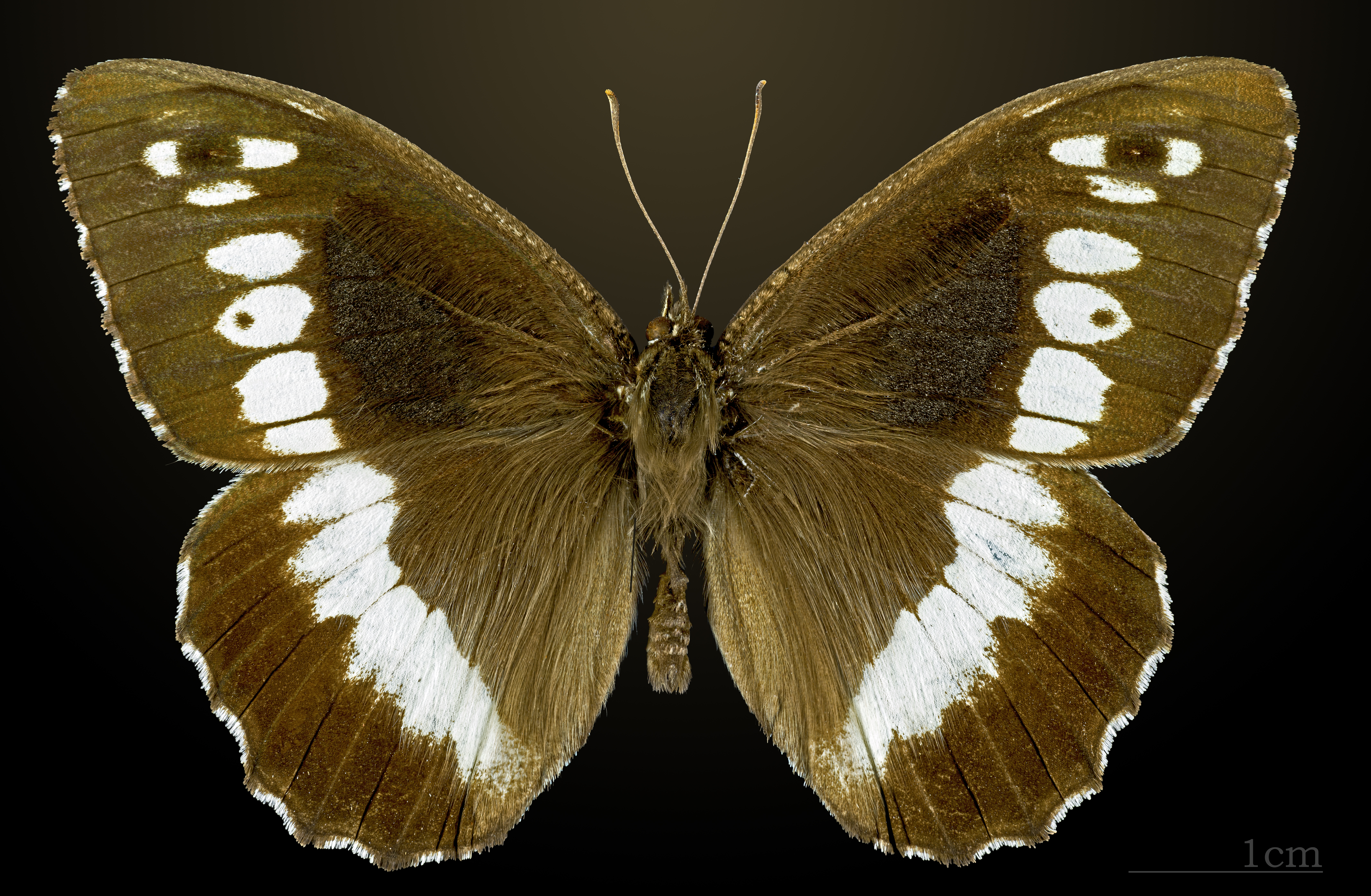
♂
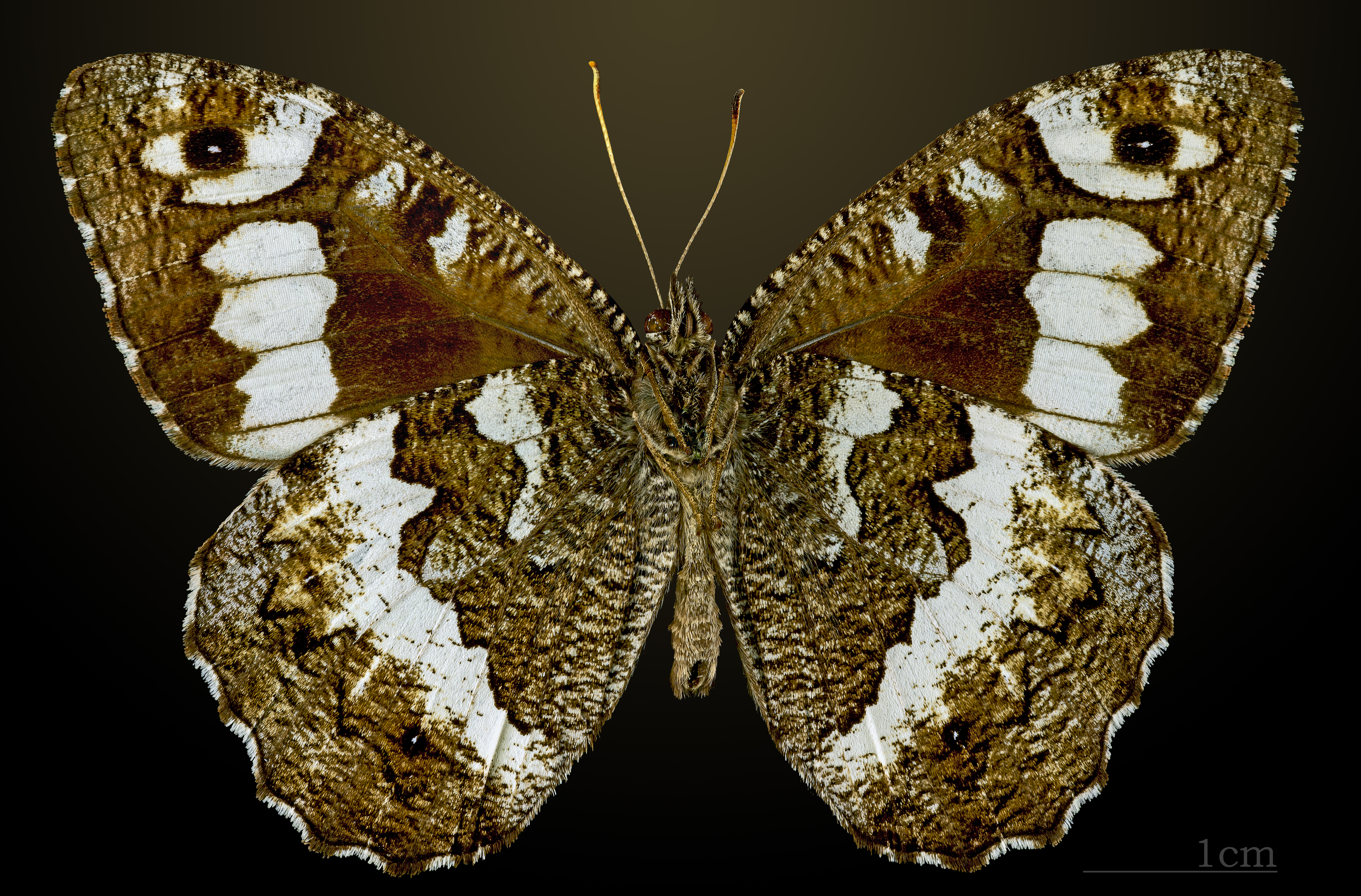
♂ △
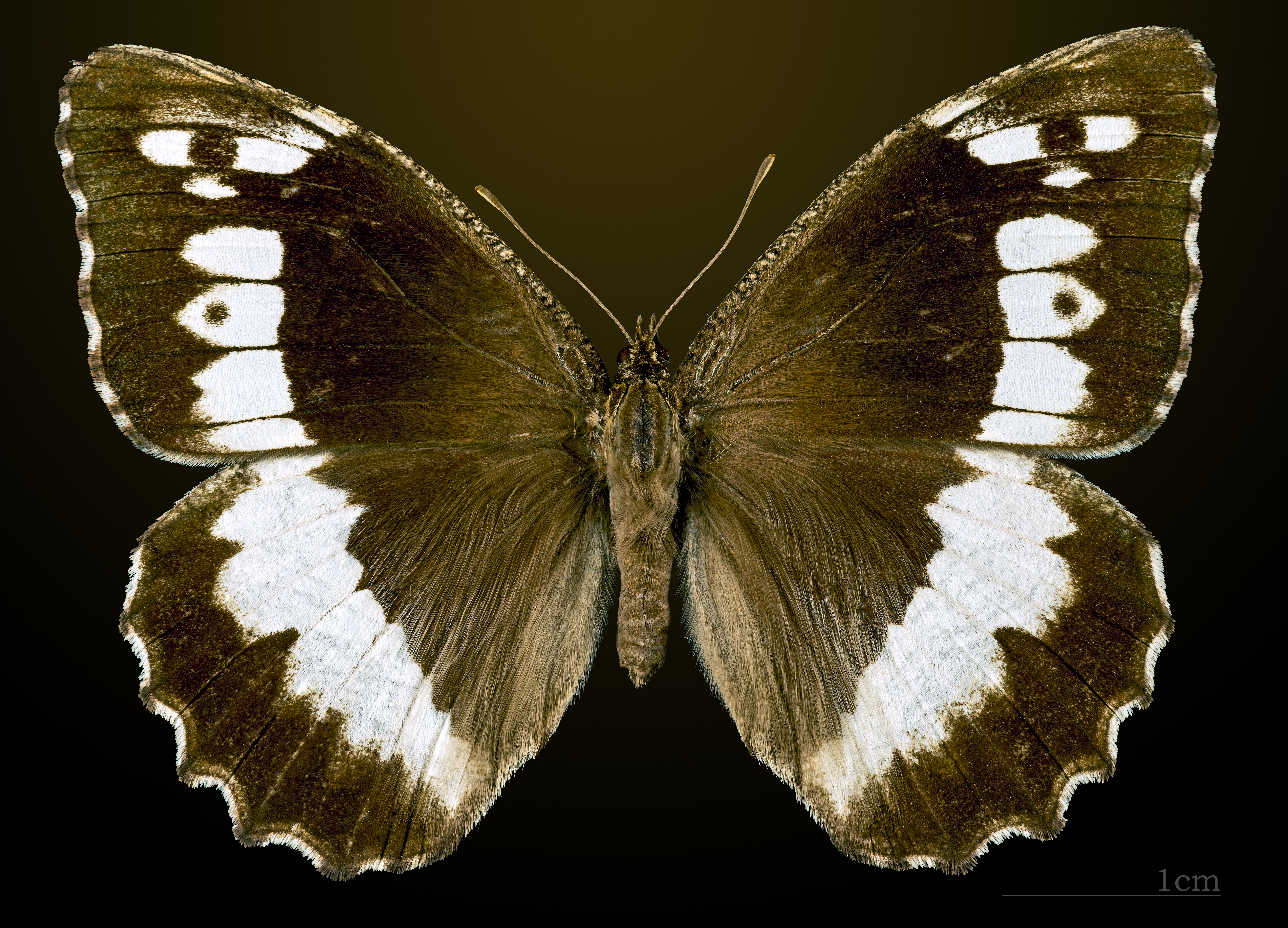
♀
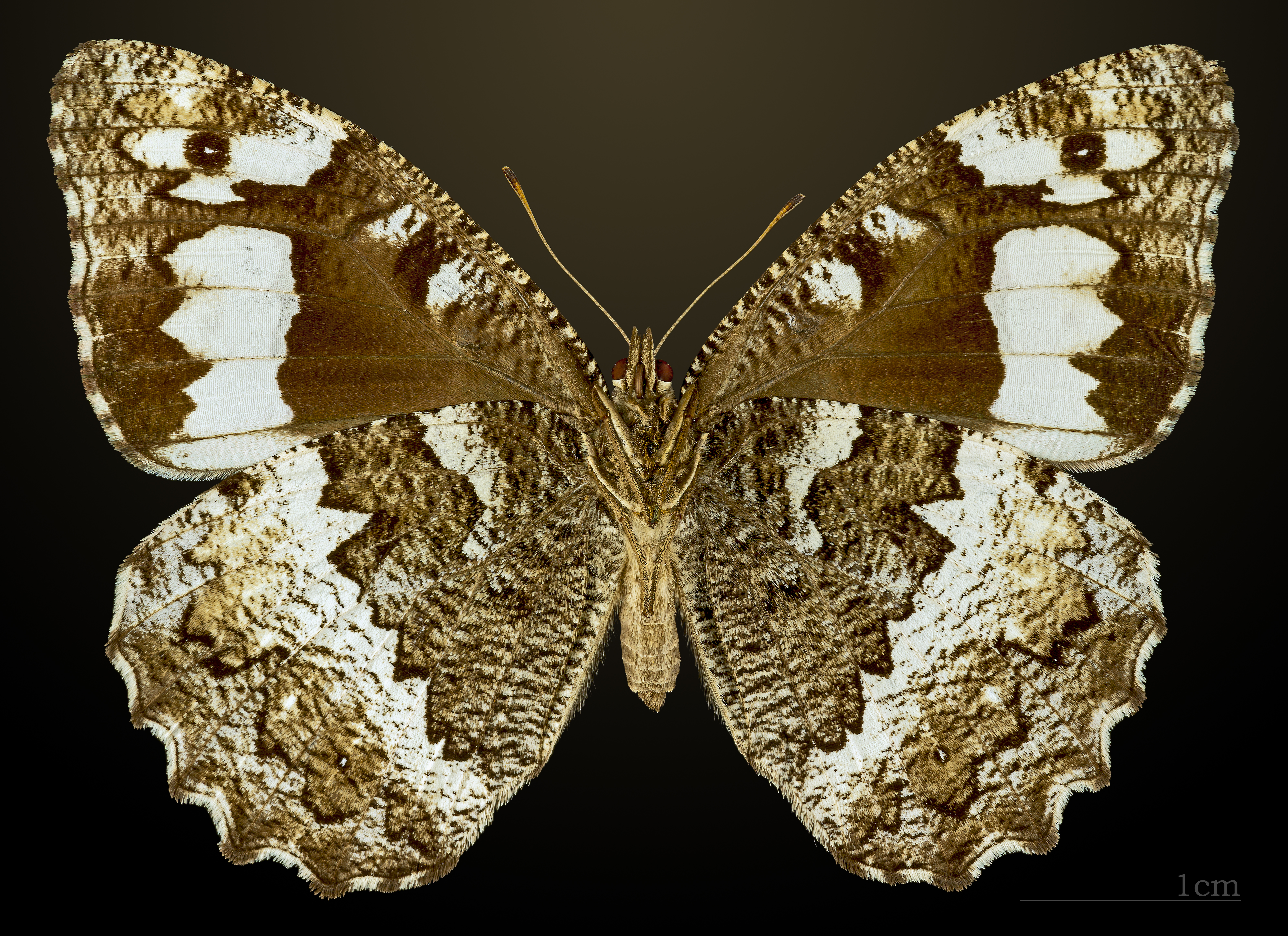
♀ △

## Siedlisko
Świetliste dąbrowy i bory sosnowe, lasostepy i stepy, suche zarośla.

## Biologia i rozwój
Wykształca jedno pokolenie w roku (koniec czerwca-wrzesień). Rośliny żywicielskie: różne gatunki stepowych traw, m.in.:  stokłosa prosta i kostrzewa owcza. Jaja składane są pojedynczo na trawach lub zrzucane w trakcie lotu nad ziemią. Larwy wylęgają się po 2 tygodniach, żerują nocą, zimują.

## Rozmieszczenie geograficzne
Gatunek zachodniopalearktyczny, w Polsce obserwowany był tylko kilkakrotnie w Beskidzie Niskim i Śląskim (ostatni raz w 1975 roku).